# Horst Richter (Politiker)
Horst Richter (* 8. Juli 1938 in Schlochau) ist ein ehemaliger deutscher Wirtschaftsmanager und Politiker der SED, der unter anderem von 1984 bis 1988 stellvertretender Minister beziehungsweise zwischen 1988 und 1989 Staatssekretär im Ministerium für Geologie der DDR sowie von 1990 bis 1991 Generaldirektor der SDAG Wismut war.

## Leben
Horst Richter, Sohn eines Angestellten, begann nach Besuch der Grundschule und der Oberschule 1958 ein Studium der Geologie an der Universität Rostock und war nach dessen Abschluss zwischen 1963 und 1967 als Objektgeologe in Freiberg tätig. Im Anschluss war er von 1967 bis 1971 Leiter einer Abteilung sowie zwischen 1971 und 1978 Leiter eines Betriebsteils des VEB Geologische Forschung und Erkundung in Freiberg, ehe er von 1978 bis 1973 Direktor dieses Volkseigenen Betriebes war. Während dieser Zeit wurde er 1968 Mitglied der Sozialistischen Einheitspartei Deutschlands (SED) und schloss 1976 seine Promotion zum Doktor der Wirtschaftswissenschaften (Dr. oec.) ab. Ferner absolvierte er von 1981 bis 1982 ein Fernstudium an der Bezirksparteischule (BPS) der SED.
1984 wurde Richter Stellvertreter des Ministers für Geologie, Manfred Bochmann, und bekleidete dieses Amt bis 1988, woraufhin er zwischen 1988 und 1989 noch Staatssekretär im Ministerium für Geologie war. Als Nachfolger von Horst Bellmann übernahm er 1990 die Funktion des Generaldirektors der SDAG Wismut und behielt diese bis 1991. 
Nach der Wiedervereinigung war Horst Richter am Aufbau des Bergbaudienstleisters G.E.O.S. Freiberg Ingenieurgesell. mbH beteiligt und übernahm Funktionen in zahlreichen Branchenverbänden. Zeitweise fungierte er als Vorstandsvorsitzender des Geokompetenzzentrums Freiberg e. V. und als Mitglied des wissenschaftlichen Beirats der Deutschen Rohstoff AG (DRAG) in Mannheim.